# Apoflegmatisme
Els apoflegmatismes, en la medicina premoderna, eren medicaments mastegats per allunyar la flegma i els humors del cap i el cervell. Aquests tractaments van ser anomenats apoflegmàtics. D'aquesta mena, el tabac es considerava excel·lent, excepte pel dany que fa a les dents. Es deia que Sage tenia gairebé les mateixes virtuts sense els mateixos defectes.

## Etimologia
La paraula prové del grec ἀπὸ i φλέγμα ("inflamació, calor") .